# Forte da Baía de São Lourenço

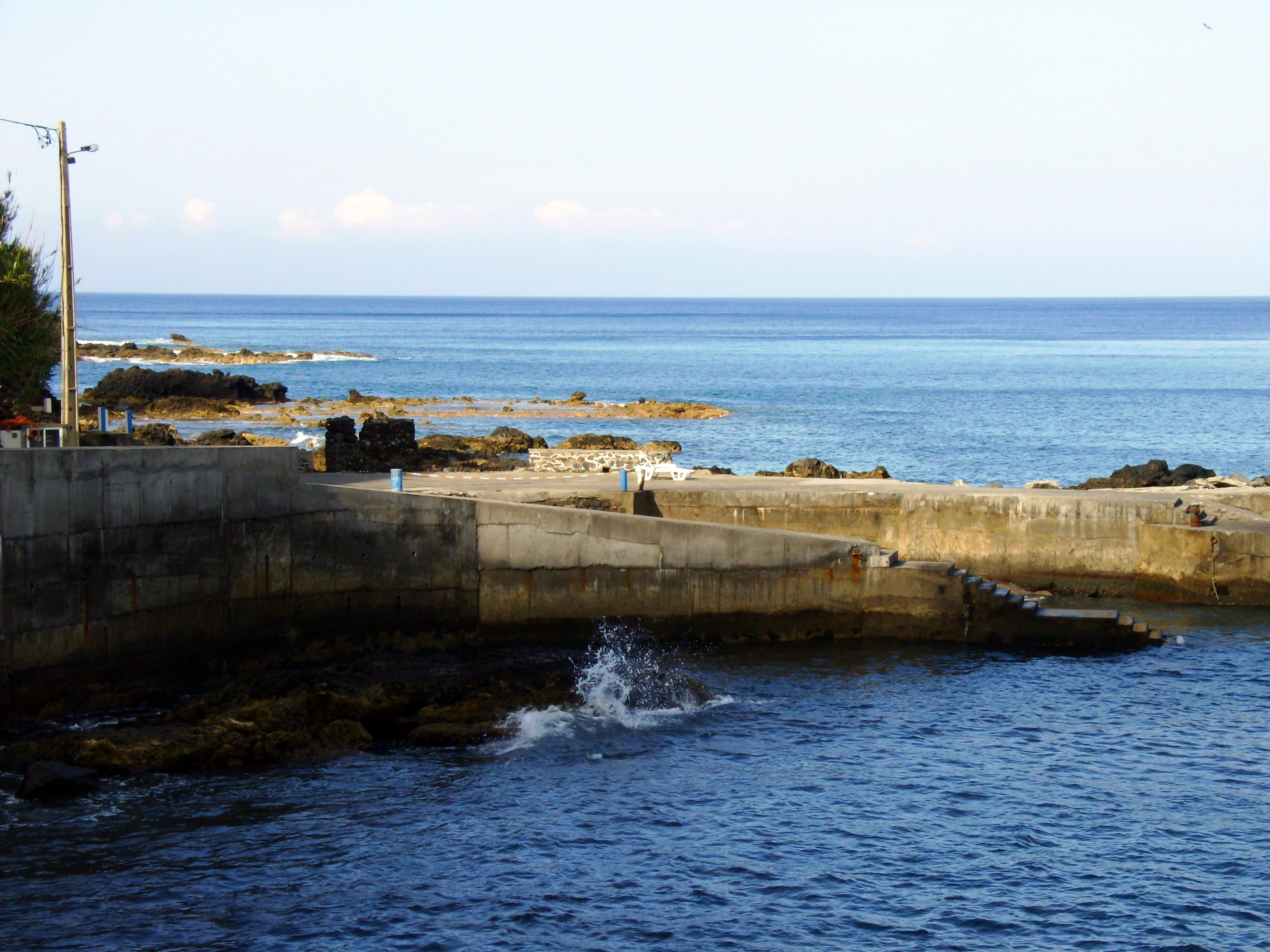
Forte da baía de São Lourenço: panorâmica.

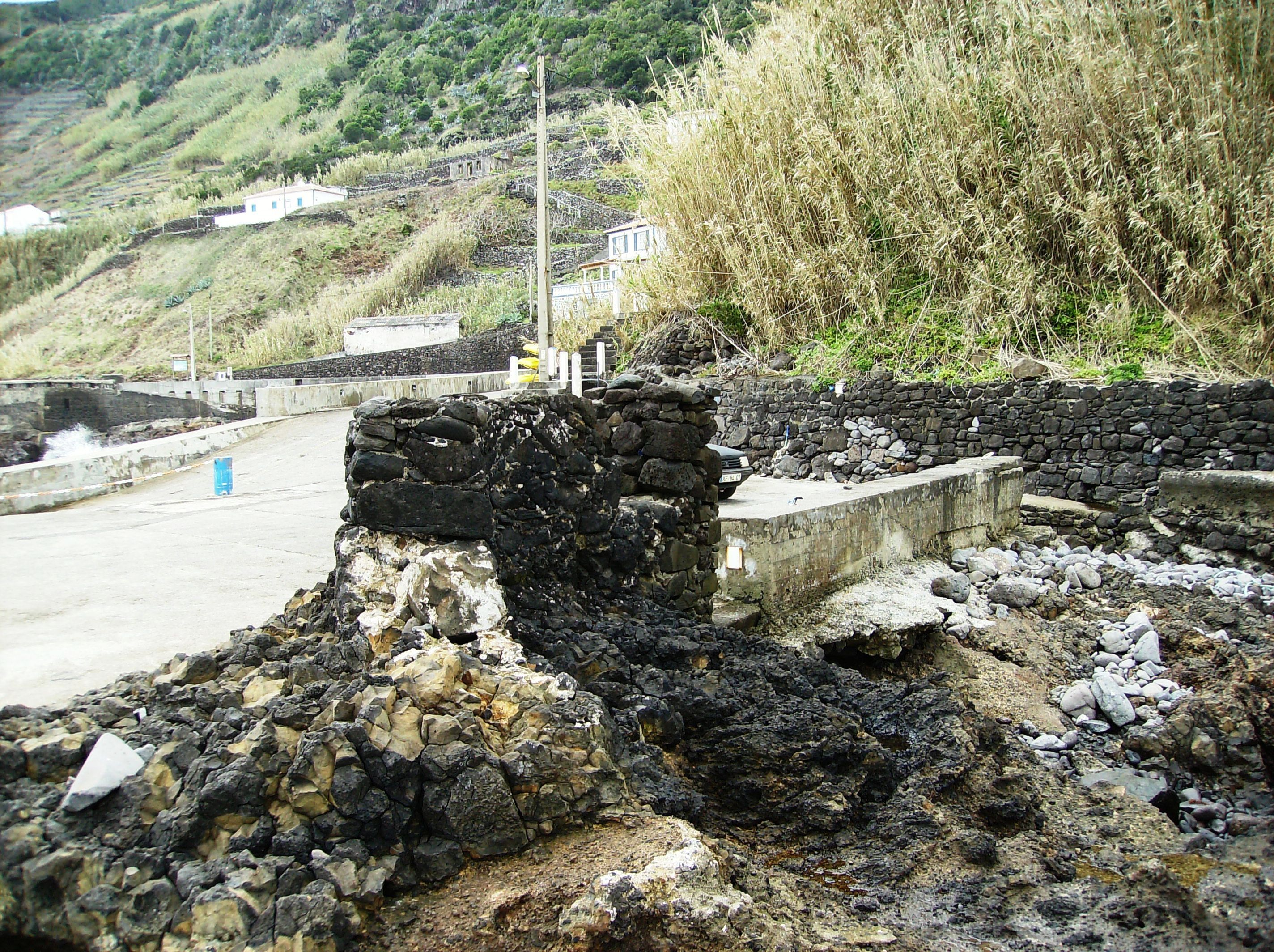
Forte da baía de São Lourenço: vestígios.

O Forte da Baía de São Lourenço localizava-se no lugar de São Lourenço, na freguesia de Santa Bárbara, concelho da Vila do Porto, na ilha de Santa Maria, nos Açores.
Em posição dominante sobre o extremo norte da baía de São Lourenço, no litoral este da ilha, constituiu-se em uma bateria destinada à defesa deste ancoradouro contra os ataques de piratas e corsários, outrora frequentes nesta região do oceano Atlântico.

## História
A baía de São Lourenço serviu, até à época dos antigos paquetes, como porto alternativo de abrigo ao de Vila do Porto.
FIGUEIREDO (1960) assim refere o local e a sua fortificação em 1815: "San Lourenço tem tres cazaes de moradores, neste sítio está a ponta que já se disse chamada do Pe. Manoel de Sousa, um castello com duas peças [de artilharia], vigia em dois logares. (...)"
Mais adiante esclarece: "(...) a Bahia de S. Lourenço (...), tendo duas Ermidas, cazas para recreio, um castello e duas vigias e duas peças." E finaliza: "- Forte sito em S. Lourenço ao Nordeste tem duas peças com vigia."
A "Relação" do marechal de campo Barão de Bastos em 1862 informa que se encontrava demolido.
FERREIRA (1997) recorda:
"Um pouco para o norte do porto de São Lourenço, existem umas ruínas que alguns afirmavam, há anos, serem os restos de um fortim.
(...) Das pessoas com que contactei, nenhuma confirmou esse boato, pois as referidas ruínas nem paredes laterais já possuem que pudessem constituir um testemunho inquestionável.
Fica, pois e apenas, a chamada de atenção."
Em nossos dias restam apenas vestígios das suas muralhas.